# Ville Merinen
Ville Merinen, född 1984, är en finländsk psykoterapeut och politiker (Socialdemokraterna). Han är ledamot av Finlands riksdag sedan 2023.
Merinen blev invald i riksdagsvalet 2023 med 6 274 röster från Birkalands valkrets.